# Chałupki (nádraží)
Chałupki jsou polská železniční stanice u hranice s Českem. Leží na dvoukolejné železniční trati Kandřín-Kozlí – Bohumín a odbočuje z ní jednokolejná trať Rybnik – Chałupki přes Wodzisław Śląski. Všechny železniční tratě vycházející ze stanice jsou elektrizovány soustavou 3 kV DC. Tato stanice má velký význam pro nákladní dopravu, denně tudy přes česko-polskou hranici, tedy i přes tuto stanici, projede kolem 40 nákladních vlaků.

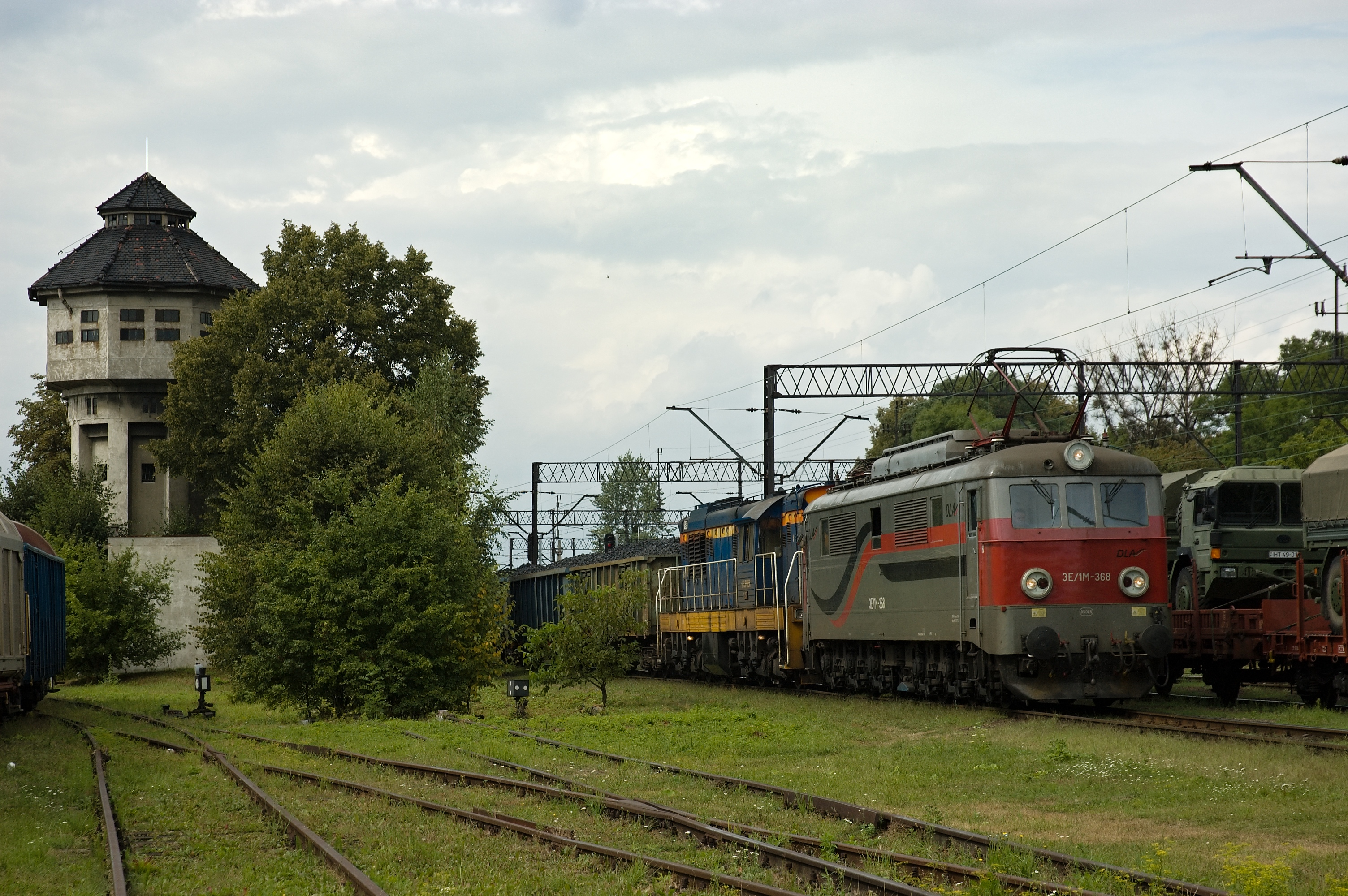
Do stanice vjíždí vlak dopravce Kolprem, vlevo již nepoužívaný vodojem

## Historie
Železniční stanice Chałupki zahájila provoz 1. května 1847, kdy sem byla dovedena železnice z dnešního Racibórze, 1. září 1848 bylo dokončeno napojení do stanice KFNB v Bohumíně. Uzlovou stanicí se Chałupki staly 1. října 1886 napojením trati z dnešní stanice Rybnik Towarowy.
Protože v době vzniku ležela stanice v Prusku, její název zněl Annaberg, od roku 1870 byl název upraven na Annaberg (Preußisch Oderberg). Tak tomu bylo až do roku 1901, kdy se vrátil jednoduchý název Annaberg. V letech 1908 až 1930 se stanice jmenovala Annaberg (Ober/Schlesien), pak až do roku 1939 Annaberg (Oberschlesien). Během 2. světové války nesla název Ruderswald 1939-1945, po jejím skončení a zabrání Polskem se přejmenovala na současný název Chałupki.

## Popis stanice
Do stanice přicházejí od severu dvě tratě: dvoukolejná trať z Kandřínu-Kozlí  a jednokolejná trať z Rybnika. Od jihu vedla původně dvoukolejná trať z Bohumína, ale po zrušení odbočky Pudlov na české straně hranice vedou tímto směrem dvě samostatné jednokolejky do Bohumína a Bohumína-Vrbice. Provoz vlaků je řízen ze stavědel ChiA (na „polském“ zhlaví) a ChiB (na „českém“ zhlaví), které jsou vybaveny reléovým zabezpečovacím zařízením se světelnými návěstidly.

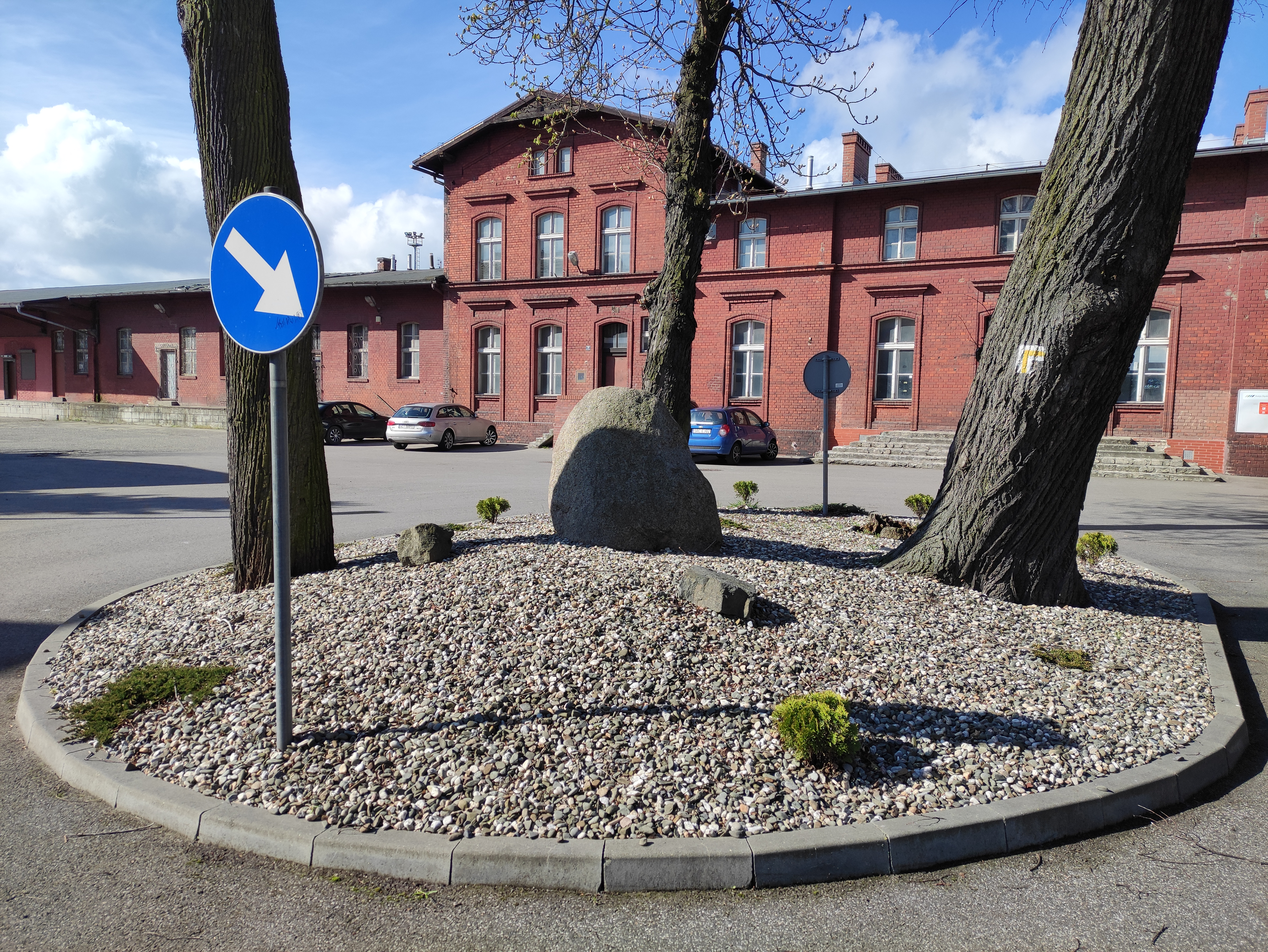
Bludný balvan před budovou nádraží.

## Další zajímavosti
Před nádražím se nachází uprostřed malého kruhového objezdu bludný balvan.